# Ампару (микрорегион)
Ампару (порт. Microrregião de Amparo) — микрорегион в Бразилии, входит в штат Сан-Паулу. Составная часть мезорегиона Кампинас. 
Население составляет 	178 917	 человек (на 2010 год). Площадь — 	1 630,393	 км². Плотность населения — 	109,74	 чел./км².

## Демография
Согласно сведениям, собранным в ходе переписи 2010 г. Национальным институтом географии и статистики (IBGE), население микрорегиона составляет:						
| Полное население                             | Полное население                             | Полное население                             | Полное население                             | 178 917 |
| -------------------------------------------- | -------------------------------------------- | -------------------------------------------- | -------------------------------------------- | ------- |
| в том числе:                                 | Городское население                          | 135 457                                      | Процент городского населения, %              | 75,71   |
|                                              | Сельское население                           | 43 460                                       | Процент сельского населения, %               | 24,29   |
|                                              | Мужское население                            | 88 500                                       | Процент мужского населения, %                | 49,46   |
|                                              | Женское население                            | 90 417                                       | Процент женского населения, %                | 50,54   |
| Плотность населения, чел/км²                 | Плотность населения, чел/км²                 | Плотность населения, чел/км²                 | Плотность населения, чел/км²                 | 109,74  |
| Население микрорегиона в % к населению штата | Население микрорегиона в % к населению штата | Население микрорегиона в % к населению штата | Население микрорегиона в % к населению штата | 0,43    |

## Статистика
- Валовой внутренний продукт на 2003 составляет 1 493 851 250,00 реалов (данные: Бразильский институт географии и статистики).
- Валовой внутренний продукт на душу населения на 2003 составляет 8764,50 реалов (данные: Бразильский институт географии и статистики).
- Индекс развития человеческого потенциала на 2000 составляет 0,806 (данные: Программа развития ООН).

## Состав микрорегиона
В составе микрорегиона включены следующие муниципалитеты:
1. Ампару
2. Линдоя
3. Монти-Алегри-ду-Сул
4. Педра-Бела
5. Пиньялзинью
6. Серра-Негра
7. Сокорру
8. Агуас-ди-Линдоя